# Sclerorhachis
Sclerorhachis là một chi thực vật có hoa trong họ Cúc (Asteraceae).

## Loài
Chi Sclerorhachis gồm các loài: